# 軍艦操練所
軍艦操練所（ぐんかんそうれんじょ）は、江戸幕府が幕末に海軍士官の養成のために築地に設置した教育機関である。築地軍艦操練所とも呼ぶ。

## 沿革
黒船来航後に幕府海軍の建設に乗り出した江戸幕府は、洋式軍艦操縦法を教える最初の本格的な海軍教育機関として、1855年（安政2年）に長崎海軍伝習所を設置した。そして、長崎に続いて、江戸の築地にあった講武所のなかにも海軍教育部門を設けることにした。1857年（安政4年）に、総監永井尚志以下の長崎海軍伝習所の学生の一部が蒸気船「観光丸」で江戸に移動し、講武所内に軍艦教授所が開かれた（1857年5月4日、安政4年4月11日）。設立当初、永井尚志が総督を務め、長崎海軍伝習所修業生が教授方となり、その後、向井将監や勝海舟等が頭取を務めた。
しばらくは長崎海軍伝習所と並立していたが、江戸から遠い長崎に伝習所を維持する財政負担の大きさや、西洋式軍事技術の導入に消極的な井伊直弼の大老就任により、1859年（安政6年）に長崎海軍伝習所は閉鎖された（慶応1年3月9日）。同時に1859年（安政六年正月）、築地の軍艦教授所は拡張され、以後の幕府海軍教育の中核施設となった。当初の教育対象は幕府の直臣に限定されていたが、同安政六年六月には、幕府の直臣だけでなく陪臣でも希望者は入所を許し、万延年間（1860-1861年）には諸藩からの学生も受け入れるようになった。1860年（万延元年正月）に講武所が神田小川町（現在の千代田区）に移転すると、講武所があった一帯は軍艦教授所の専用地になった。
1864年（元治元年3月）に付近で発生した火災が延焼して、施設の大半を失ったことから、南隣りの広島藩主浅野家下屋敷のあった場所へ仮移転する。勝海舟はこれを機に神戸にも海軍操練所を設置することを画策し、1864年（元治元年5月）に神戸海軍操練所が開設され、元治元年5月21日に築地の軍艦教授所は、軍艦操練所（築地軍艦操練所）と改称した。しかし、小栗忠順らが速やかに築地軍艦操練所を再建したため、従来の方針が維持され、新設の神戸海軍操練所は翌年3月（旧暦）に廃止された。
1865年（慶応元年七月）に、新たに海軍奉行が置かれ、軍艦操練所は軍艦所と改称され、1866年（慶応2年）には教育だけでなく幕府海軍の行政機関としての機能も追加された。慶応2年7月には海軍所と改称された。同慶應2年11月には再度の火災に遭って焼失し、築地から浜御殿へと移転した。新たにイギリスのトレーシー顧問団による教育が行われる予定であったが、大政奉還・王政復古に伴う幕府瓦解により、実現しないままに終わった。
築地の海軍所の跡地には、1868年（慶応4年）に日本最初の洋式ホテルである築地ホテル館が建てられた。

## 教育体制
長崎海軍伝習所と比べると、長崎ではオランダ軍事顧問団が教官を務めたのに対し、軍艦操練所では基本的に日本人教官による教育が行われた点が異なっている。軍艦操練所の教授陣は長崎海軍伝習所の卒業生が中心で、小野友五郎や荒井郁之助、肥田浜五郎、佐々倉桐太郎、勝海舟などが挙げられる。ジョン万次郎も教授を務めた時期がある。慶応年間になってイギリス軍事顧問団による教育が計画され、トレーシー中佐以下12人のイギリス海軍軍人が招聘されたが、前述のように幕府瓦解により実現せずに終わった。
練習艦として、蒸気船「観光丸」「咸臨丸」「朝陽丸」や帆船「鵬翔丸」「昌平丸」「君沢形」などが使用された。「咸臨丸」による万延元年遣米使節派遣に際しては、勝海舟ほかの軍艦操練所教授方・教授方手伝らが幹部として乗艦している。